# Bundesstraße 459
Pour les articles homonymes, voir Route 459.
La Bundesstraße 459 est une Bundesstraße du Land de Hesse.

## Géographie
La B 459 va de Neu-Isenburg à Rödermark. La route commence comme un carrefour de l'ancienne Bundesstraße 46 (aujourd'hui Landesstraße 3313) près de l'échangeur d'Offenbach, continue jusqu'au service d'entretien des autoroutes de la Bundesautobahn 3 (A 3), puis traverse principalement des zones forestières. La B 459 partait à l'origine de Francfort-Sachsenhausen sur la Bundesstraße 3 (B 3) et menait à l'échangeur d'Offenbach et de là à Dietzenbach. Aujourd'hui, la section de Sachsenhausen à l'échangeur d'Offenbach de l'A3 fait partie de la B 3. Dans le quartier de Gravenbruch (Neu-Isenburg), la Bundesstraße passe devant le plus ancien ciné-parc d'Europe.

## Source
- (de) Cet article est partiellement ou en totalité issu de l’article de Wikipédia en allemand intitulé « Bundesstraße 459 » (voir la liste des auteurs).

1. ↑  (de) Marco Bosch, « Lionel Messi ist müde - aber gegen Deutschland will er zaubern », sur Hamburger Abendblatt, 2012 (consulté le 12 janvier 2022)